# Cusco
Cusco (außerhalb Perus in der Regel Cuzco; auf Quechua Qusqu oder Qosqo; auf Deutsch historisch auch Kusko) ist die Hauptstadt der gleichnamigen Region und der Provinz Cusco im Zentrum des peruanischen Andenhochlandes. Sie liegt in 3416 m Höhe und hatte beim Zensus 2017 111.930 Einwohner im Stadtgebiet sowie 428.450 Einwohner im Ballungsraum. Sie ist Sitz des Erzbistums Cuzco und einer Universität. Die historische Bedeutung als Hauptstadt des Inkareiches, die vorkolonialen und kolonialen Baudenkmäler und Sehenswürdigkeiten in der Stadt und ihrer Umgebung und die Lage inmitten der Anden machen sie zum Anziehungspunkt für viele Touristen.
1983 wurde die andine Stadt in die Liste der UNESCO-Welterbestätten aufgenommen. Cusco ist auch Ausgangspunkt für Ausflüge zu der etwa 100 Streckenkilometer entfernten, lange verborgenen Inkastadt Machu Picchu.

## Name
Der Name der Stadt ist Quechua (Qusqu, Aussprache: ['qos.qɔ]). Dem Wort wird oft die Bedeutung „Nabel der Welt“ oder „Mitte der Welt“ zugeschrieben. Möglicherweise stammt es ursprünglich aus dem Aymara und ist durch eine Verkürzung aus der Benennung qusqu wanka („Felsen der Eule“) entstanden. Laut einem Gründungsmythos der Stadt ließ sich ein geflügeltes Wesen am Ort der späteren Stadtgründung nieder und wurde dort in Stein verwandelt.
Auf Spanisch wurde der Name im 16. Jahrhundert in der Schreibung Cuzco oder Cozco verschriftlicht. Der Uvular /q/ des Quechua wurde als spanischer Alveolar /k/ aufgefasst, wiedergegeben durch „c“, während im damaligen Spanischen (Kastilischen) das z für den dorsalen Sibilanten [s] (wie s im Deutschen und im amerikanischen Spanisch), das „s“ dagegen für den apikalen Sibilanten [ş] stand (wie noch heute im Spanischen Kastiliens oder auch im Griechischen, nicht jedoch im amerikanischen Spanisch, dort gleich wie z und c vor e/i). Statt letzterem Laut steht in anderen Quechua-Varianten (Chinchay einschließlich des in der frühen Kolonialzeit dokumentierten Quechua von Lima sowie Yunkay und Waywash) „sh“ (gesprochen š wie deutsch „sch“). Wie das Kastilische kannte das damals in Cusco gesprochene Quechua offensichtlich zwei unterschiedliche s-Laute. Der Linguist Rodolfo Cerrón Palomino, Muttersprachler des Wanka-Quechua (Waywash), wo z [s] und s [š] nach wie vor unterschieden werden, verteidigt deswegen energisch die Schreibweise Cuzco mit z.
Am 12. März 1971 beschloss die Provinzgemeinde Cusco, den Namen der Stadt offiziell von Cuzco in Cusco zu ändern. Zu diesem Zeitpunkt wurde im amerikanischen Spanisch, aber auch im modernen Cusco-Quechua, nicht mehr zwischen den beiden s-Lauten unterschieden. Die Academia Mayor de la Lengua Quechua (AMLQ), laut Cerrón eine Akademie allein der modernen Variante Cusco-Quechua, gehörte neben dem Amerikanischen Kunstinstitut (Instituto Americano de Arte) zu den Kräften, die stark hierzu gedrängt hatten. 1986 erklärte auch das peruanischen Bildungsministerium die Form Cusco zur offiziellen Schreibweise. Inzwischen ist sie die in Peru am meisten gebrauchte Form.
Am 18. November 1985 wurden in Peru als Standard für Quechua und Aymara Alphabete mit drei Vokalen eingeführt (R. M. n° 1218). Nach dieser Orthographie wird Cusco auf Quechua Qusqu geschrieben. Die AMLQ (wie auch SIL International und die meisten Quechua-Bibelübersetzer) vertraten davor und vertreten bis heute ein Alphabet mit fünf Vokalen, laut dem Cusco auf Quechua Qosqo geschrieben wird. Beide Schreibweisen konkurrieren bis heute im Quechua-Zusammenhang. Der Rat der Provinzgemeinde Cusco bestimmte in der Zeit, als Daniel Estrada Pérez Bürgermeister war, dass in sämtlichen Dokumenten der Gemeindeverwaltung der Name Qosqo zu verwenden sei (Acuerdo Municipal n° 078, 23. Juni 1990).

## Geschichte

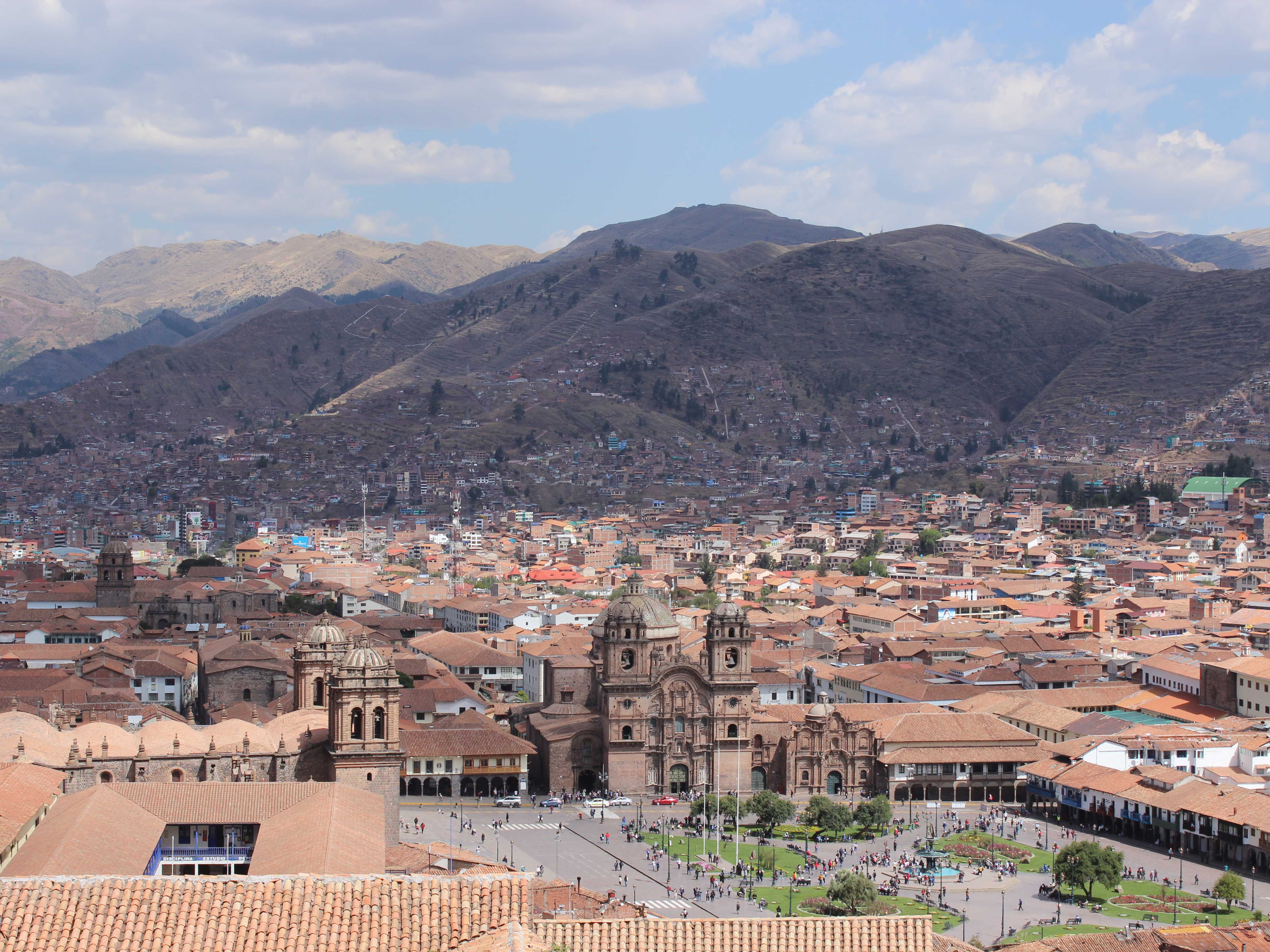
Blick auf den Plaza de Armas

### Inka-Zeit

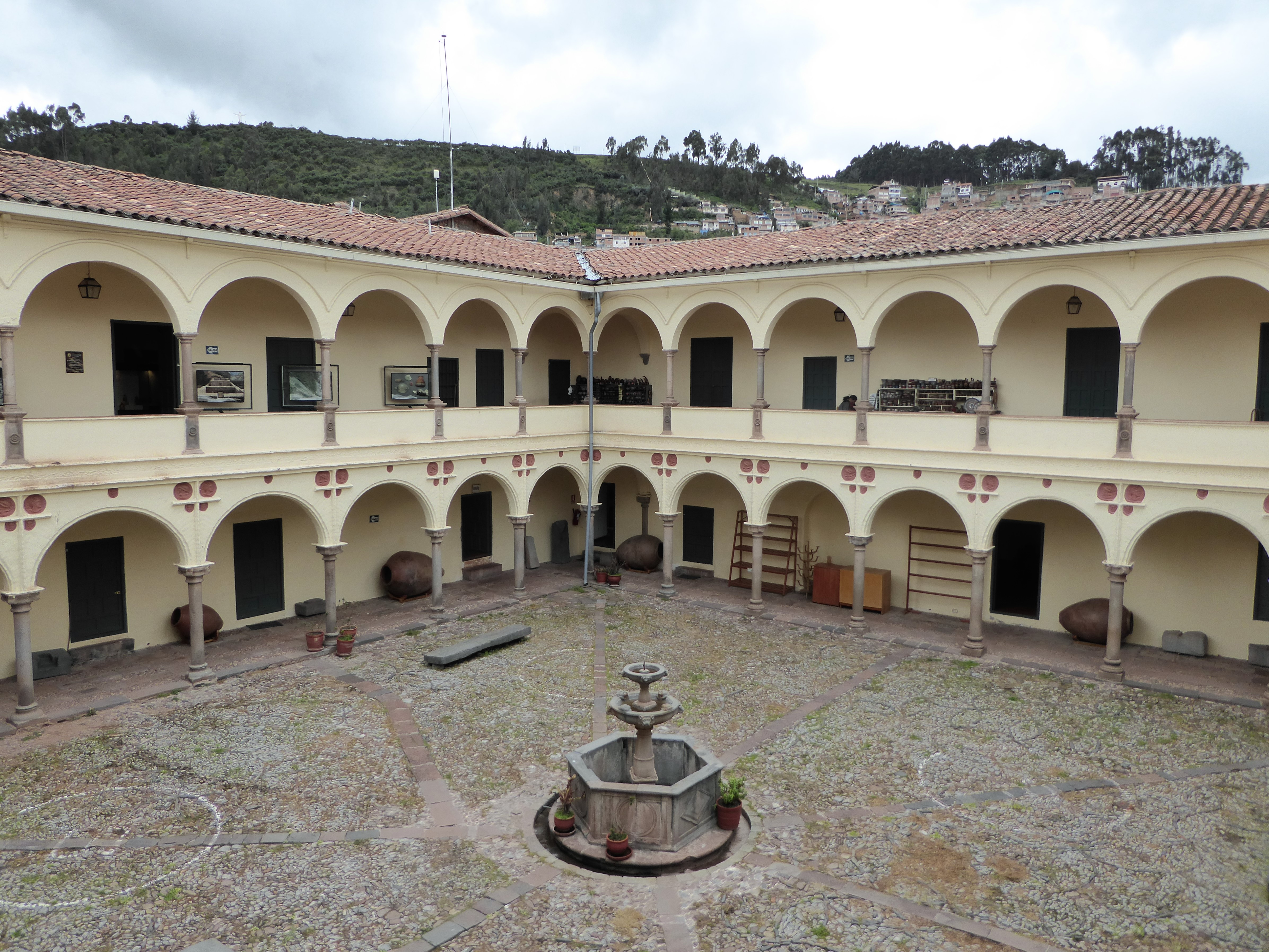
Im Museo Inka

Der Sage nach gründete der erste Inka Manco Cápac, der Sohn der Sonne, mit seiner Schwester Mama Ocllo die Stadt. Zuvor soll die Gegend von den Tampu, einem Volk der Quechua, bewohnt gewesen sein. Mit Sicherheit gehörte sie zum Einflussgebiet der Wari-Kultur, deren Machtzentrum im 11. Jahrhundert verfiel. Basierend auf der traditionellen Liste der 12 Inkaherrscher wurde die Gründung Cuscos meist in das 11. oder 12. Jahrhundert europäischer Zeitrechnung datiert, wofür es außer den sagenhaften Überlieferungen aber keine Anhaltspunkte gab. Archäologisch wird die Entwicklung der Siedlung zu einem herausragenden urbanen Zentrum heute etwa in der Zeit zwischen 1250 und 1310 angesetzt, als eine regionale Trockenphase zur Intensivierung der Landwirtschaft zwang und ein starker Bevölkerungszuwachs stattfand. Gegen Ende dieser Phase besaß die Stadt eine Ausdehnung von ca. 50 Hektar und war damit etwa fünfmal so groß wie vergleichbare Ansiedlungen in der weiteren Umgebung. Spätestens zu dieser Zeit hatte auch die Expansion des Inkareichs begonnen.
Die Stadt bestand aus zwei Stadthälften, Ober-Cusco (Hanan Qusqu) und Unter-Cusco (Urin Qusqu). Die ersten fünf Inka-Herrscher, die den Titel Sinchi („Kriegsherr“, eigentlich „stark“) trugen, herrschten von Unter-Cusco aus, die nachfolgenden Herrscher mit dem Titel Sapa Inka residierten in Ober-Cusco. Genauere Überlieferungen gibt es erst seit der Zeit des 9. Inka, Pachacútec Yupanqui. Während seiner Regierung, die gewöhnlich nach der in den 1940er Jahren von John Rowe etablierten Chronologie von 1438 bis 1471 datiert wird, erweiterte er das Inkagebiet in den Zentralanden vom Titicacasee bis nach Junín. Das Reich wurde nach den vier Himmelsrichtungen in vier Teile eingeteilt (auf Quechua Tawantinsuyu, tawa – vier, suyu – Land), seine Flagge war die Regenbogenfahne (Wiphala). Auch in Cusco, dem Zentrum des Reiches, entsprach jedem dieser Reichsteile ein Stadtviertel. Diese Vierteilung war möglicherweise auch im Andenkreuz dargestellt, das Loch in der Mitte könnte die Hauptstadt Cusco repräsentieren.
Pachacútec ließ in der Umgebung landwirtschaftliche Terrassen (Inka-Terrasse) zum Anbau von Mais errichten, um damit die Versorgung der Bevölkerung zu gewährleisten. Kanäle zu den Flüssen Saphi (Quechua: „Wurzel“) und Tullumayu („Knochenfluss“), die durch die gesamte Stadt führten, versorgten die Einwohner mit frischem Wasser und hielten die Stadt sauber. Außerdem ließ er als imperiales Identifikationszentrum in Cusco den Sonnentempel Inticancha errichten, der mit unvorstellbaren Mengen an Goldschmuck ausgestattet war.
Túpac Yupanqui übernahm als 10. Inka die Herrschaft des Reiches von seinem Vater. Unter seiner Führung erreichte das Inkareich die größte Ausdehnung. Durch unterschiedliche Einverleibungsmethoden konnte er das Reich im Norden bis nach Quito im heutigen Ecuador und im Süden bis in die Gegend des heutigen Santiago de Chile ausdehnen. Östlich der Anden reichte das Südviertel des Inkareichs unter seiner Herrschaft mindestens bis zu der Kultstadt Samaipata im heutigen Bolivien. Das Ostviertel des Reiches stieß unter ihm oder seinem Nachfolger bis zu dem Fluss Guaporé im heutigen bolivianisch-brasilianischen Grenzgebiet vor. Hohe Würdenträger der unterlegenen Volksgruppen wurden nach Cusco geschickt und dort ausgebildet. Anschließend wurden sie mit wichtigen Verwaltungsfunktionen in ihren Heimatregionen betraut, was zur Entwicklung und Verbreitung einer einheitlichen imperialen Inkakultur beitrug.
Huayna Cápac, der 11. Inka, übernahm das Reich wenige Jahrzehnte vor der Ankunft der Spanier und trieb die Expansion besonders im Norden voran. Er hielt sich lange in Quito auf und machte es zu einer zweiten, mit Cusco konkurrierenden Hauptstadt. Nach seinem Tod (um 1525) stritten seine Söhne Atahualpa, der in Quito residierte, und Huáscar aus Cusco um die Nachfolge. In den folgenden Jahren eskalierte der Konflikt zum Bürgerkrieg. 1532 unterlag Huáscar seinem Bruder, der über die kampferprobteren Truppen aus dem nördlichen Territorium und über kriegserfahrene Generäle verfügte. Atahualpa, nun der uneingeschränkte Herrscher über das Inkareich, hielt sich von Cusco fern und setzte seinen General Quisquis als dortigen Statthalter ein. Quisquis ließ Huáscars gesamte Familie und einen großen Teil des cusquenischen Inkaadels töten.

### Kolonialzeit und Niedergang
Am 16. November 1532 nahm Francisco Pizarro Atahualpa in der sogenannten Schlacht von Cajamarca gefangen. Um sich freizukaufen, ließ Atahualpa unermessliche Mengen von Gold und Silber von Cusco nach Cajamarca bringen. Pizarro ließ ihn dennoch töten und zog nach Cusco. Am 15. November 1533 nahm er die Hauptstadt ein. Cusco blieb zunächst weitgehend unzerstört und wurde von den Spaniern geplündert.
1535 gründete Pizarro an der Pazifikküste die Stadt Lima, die verkehrstechnisch viel günstiger lag und das Verwaltungszentrum der Kolonie werden sollte. Im gleichen Jahr floh der von Pizarro eingesetzte Marionettenherrscher Manco Cápac II. aus Cusco und organisierte einen groß angelegten Aufstand. Mit über 100.000 Mann marschierte er gegen Cusco und belagerte die Stadt mehrere Monate lang. Nur mit knapper Not und dank der Rückeroberung der Festung Sacsayhuamán konnten die Spanier dem Untergang entgehen. Cusco wurde bei der Belagerung vor allem durch Brandgeschosse zerstört und in den darauf folgenden Jahren im kolonialen Stil wieder aufgebaut, wobei die aus der Inkazeit stammenden Grundmauern und die alte Straßenführung weitgehend erhalten blieben. 1536 wurde Cusco Sitz eines Bistums, des zweiten (nach Cartagena) auf dem südamerikanischen Kontinent.
Unmittelbar im Anschluss an die Niederschlagung des Inka-Aufstands brach ein Bürgerkrieg unter den Konquistadoren aus, da sowohl Pizarro als auch sein Partner Diego de Almagro Anspruch auf die Stadt erhoben. Im Verlauf der Auseinandersetzungen kamen sowohl Almagro und sein gleichnamiger Sohn (1538 bzw. 1542 in Cusco hingerichtet) als auch sein Widersacher Francisco Pizarro (1541 in Lima ermordet) ums Leben. Auch Gonzalo Pizarro, der eine Rebellion gegen die spanische Krone angeführt hatte, wurde 1548 in Cusco hingerichtet.
Mit der Neuorganisation der Kolonie unter königlicher Verwaltung nach den Bürgerkriegen trat Cusco seine einstige Bedeutung endgültig an die Hauptstadt Lima und die benachbarte Hafenstadt Callao ab und wurde zu einer zweitrangigen Kolonialstadt. Dennoch entstanden in dieser Zeit die historischen Bauwerke, die der Altstadt bis heute ihr Gepräge verleihen, darunter vor allem zahlreiche Kirchen. Der spanische Chronist Pedro de Cieza de León verbreitete in seinem Buch Crónica del Perú (1553) erste authentische Nachrichten über die Stadt und ihre Bewohner. Die Illustrationen zu diesem Buch sind allerdings realitätsferne Fantasiedarstellungen.
In Cusco wurde 1572 auf Befehl des Vizekönigs Francisco de Toledo der letzte Inkakönig Túpac Amaru demonstrativ vor indigenem Publikum enthauptet, um die früheren Inka-Untertanen zu entmutigen. Ebenfalls in Cusco wurde 1781 nach einem gescheiterten Aufstand auch der indianische Rebellenführer José Gabriel Condorcanqui gevierteilt, der unter dem Namen „Túpac Amaru II.“ bekannt geworden war.
1650 wurde Cusco durch ein Erdbeben zerstört, doch die von den Inkas errichteten Grundmauern der Paläste und Tempel, die schon den Kriegszerstörungen standgehalten hatten, widerstanden auch dem Erdbeben.
1692 wurde die Universität von Cusco gegründet, eine der ältesten Universitäten Perus.
Während des Unabhängigkeitskriegs wurde Cusco 1820 zur Hauptstadt des letzten spanischen Vizekönigs José de la Serna, während in Lima bereits die Republik herrschte. Nach der Unabhängigkeit verkam Cusco, das vor 1820 noch ca. 40.000 Einwohner gehabt haben soll, immer stärker zur unbedeutenden Provinzstadt, da die spanische und kreolische Oberschicht abwanderte. 1876 wurden nur noch 18.370 Einwohner gezählt; nach dem für Peru katastrophalen Ausgang des Salpeterkriegs in den 1880er Jahren ging die Bevölkerung noch weiter zurück.

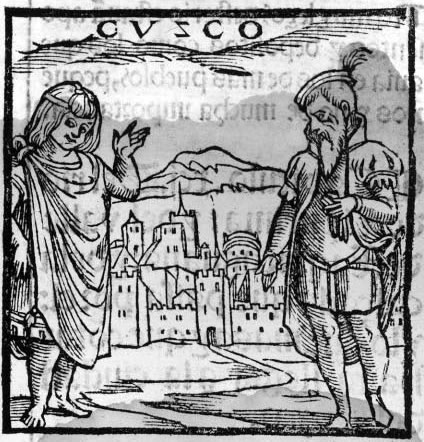
Die erste Darstellung von Cuzco in Europa (1553). Der Illustrator kannte Stadt und Bewohner nur vom Hörensagen.
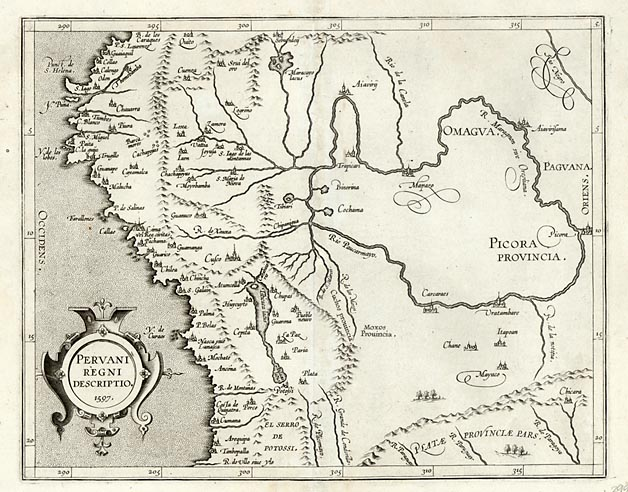
Karte Perus aus dem ersten gedruckten Amerika-Atlas von C. Wytfliet (1597). Cuʃco ist mit langem s geschrieben.
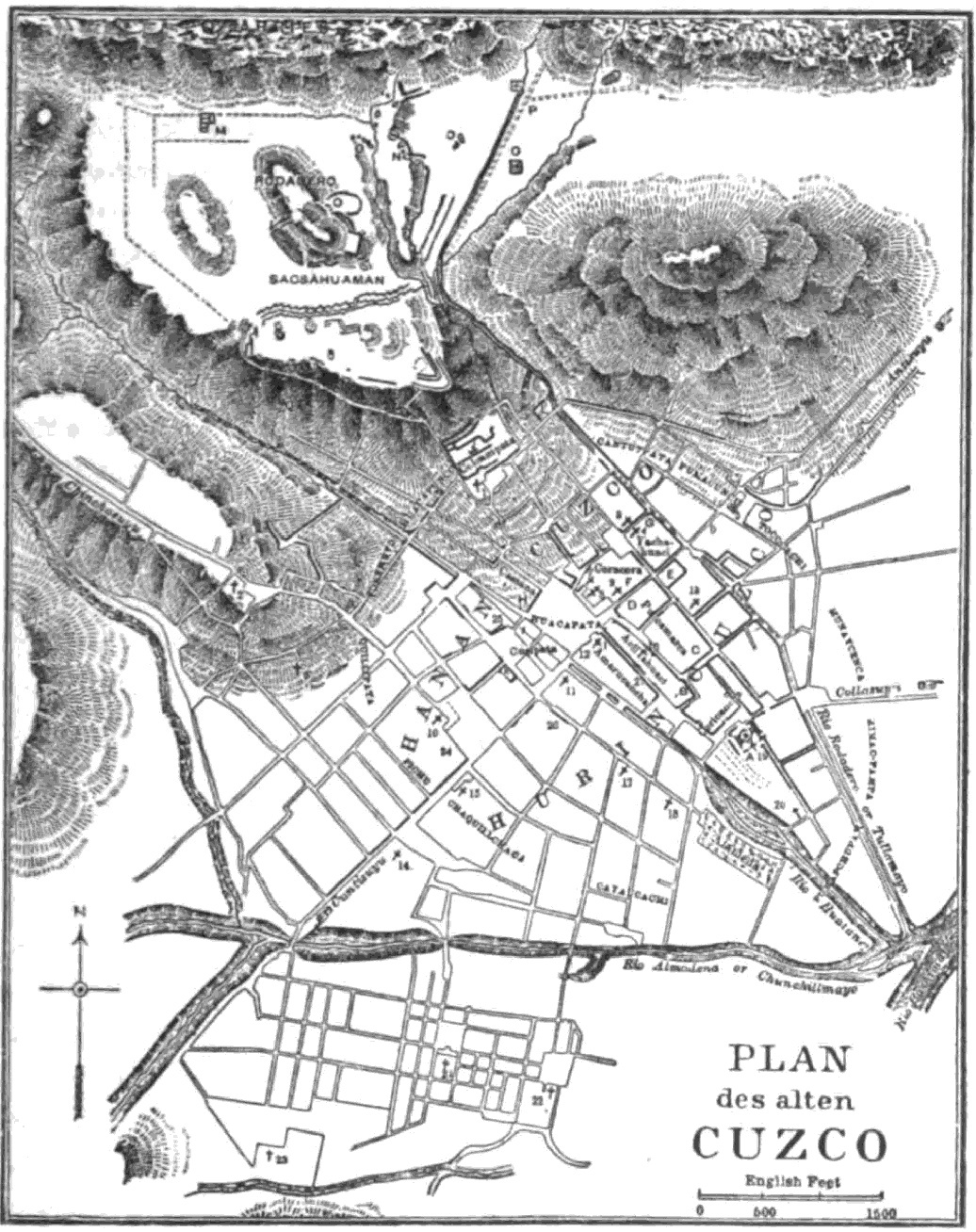
Plan des alten Cuzco von E. G. Squier (1877)
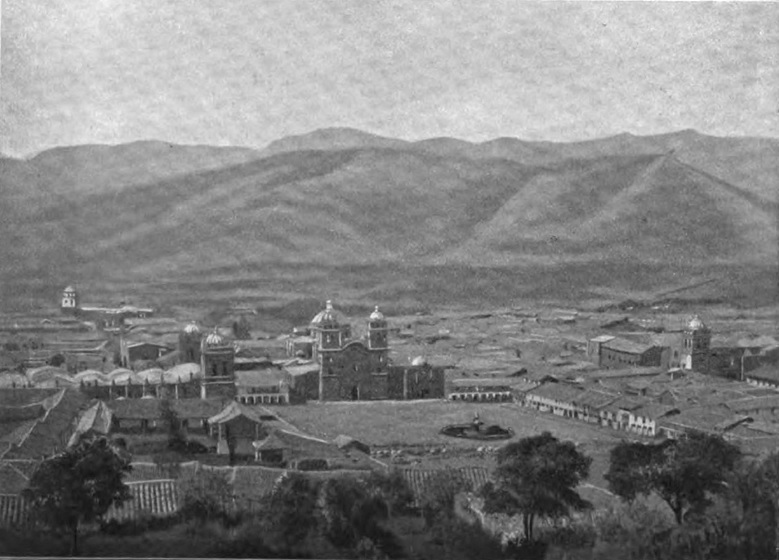
Kusko von der Terrasse Colcampata. Fotografie von E. W. Middendorf (um 1885)

### 20. Jahrhundert
Als 1911 die auf einem Berg verborgene Stadt Machu Picchu entdeckt wurde, änderte sich die Bedeutung der Stadt. Cusco wurde zu einem Zentrum des wieder entstandenen Interesses an der indianischen Vergangenheit. Gleichzeitig entwickelte sich Cusco zum größten Touristenzentrum in Peru.
Ein neuerliches Erdbeben im Jahr 1950 zerstörte die wieder aufgebauten Kirchen und Häuser. Cusco wurde zu 90 % zerstört. Die erhalten gebliebenen Inka-Ruinen und die Innenstadt mit ihren Kolonialbauten wurden 1983 durch die UNESCO zum Welterbe erklärt.

## Sehenswürdigkeiten

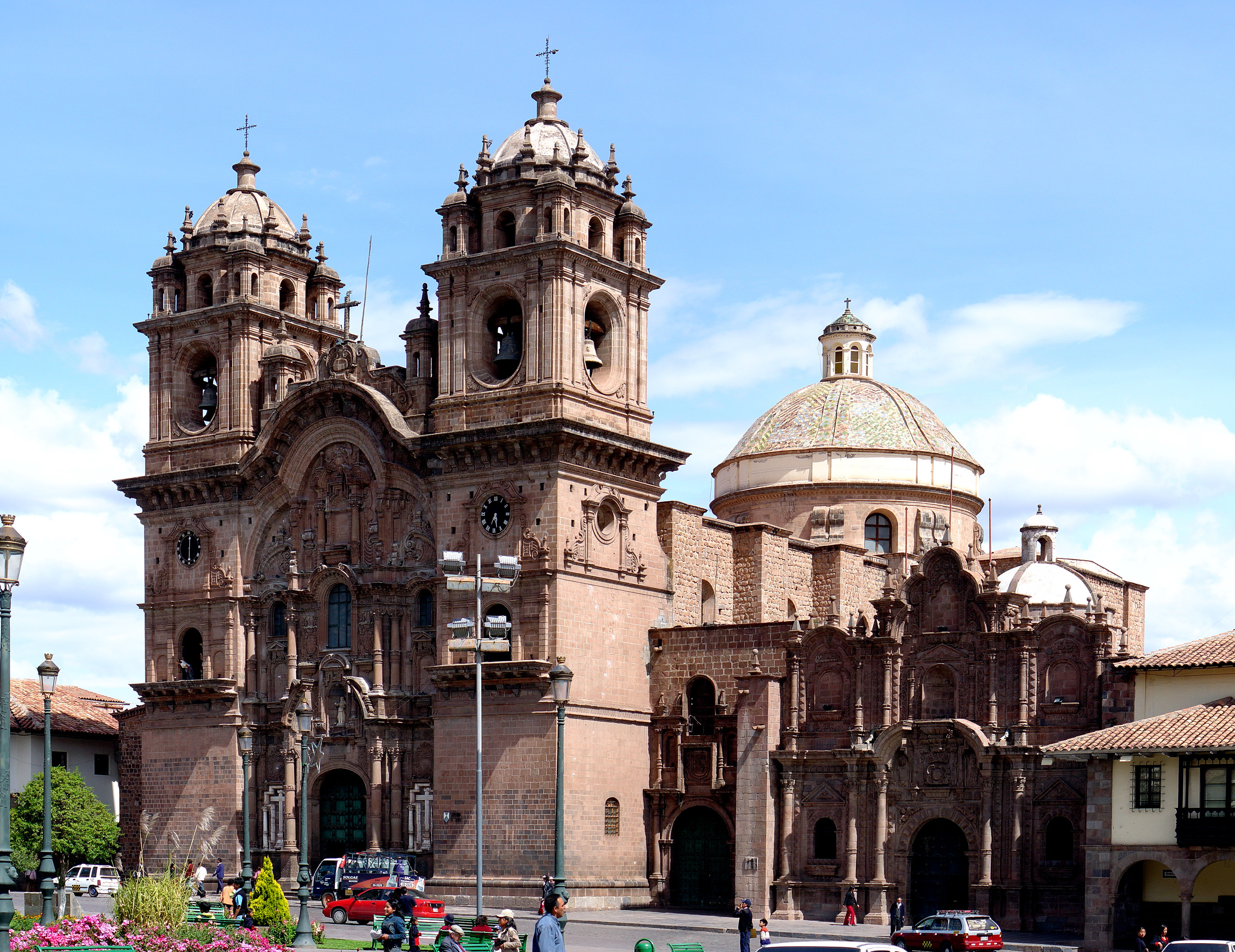
Jesuitenkirche an der Plaza de Armas

### Kirchen
- Die Kathedrale von Cusco – Sie wurde von 1560 bis 1654 auf den Grundmauern des Palastes des 8. Inka Viracocha erbaut.
- La Compañía de Jesús – Die Kirche der Jesuiten wurde von 1552 bis 1668 auf den Grundmauern des Palastes von Huayna Cápac erbaut. Sie übertrifft die Kathedrale in Prunk und Schönheit, was damals zu einem Kirchenstreit führte.
- La Merced – Die Klosterkirche wurde zwischen 1540 und 1600 errichtet. Hier befindet sich die 22 kg schwere, goldene Monstranz, die mit 1.518 Diamanten, über 600 Perlen und unzähligen Rubinen, Smaragden und anderen Edelsteinen verziert ist.
- San Francisco – Eine Kirche mit geschnitztem Chor und Gemälden.
- San Blás – Eine Kirche mit geschnitzter Kanzel. Die schönste Holzschnitzarbeit in Cusco.
- San Sebastián – Eine barocke Kirche mit einer reichen ornamentalen Ausschmückung des Inneren.
- Santo Domingo – In ihrem Inneren wurde durch das Erdbeben 1950 das Sonnenheiligtum Coricancha freigelegt.

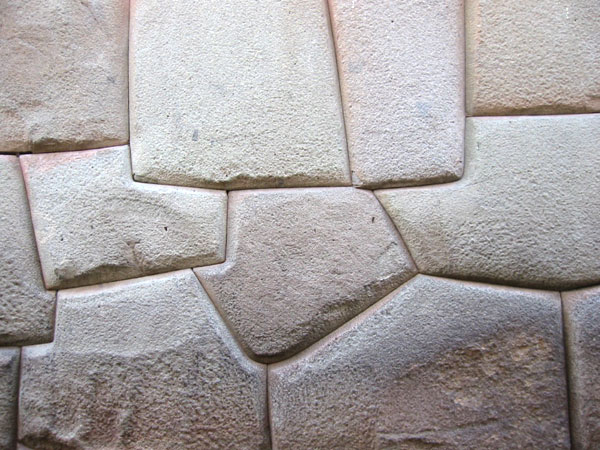
Fugenlose Inkamauer in der Calle Hatunrumiyoc

### Inkaruinen
- Callejón de Siete Culebras – Die Gasse der sieben Schlangen. Einige Steine sind mit Schlangen verziert, die für die Inkas ein Symbol der Weisheit darstellten.
- Calle Hatunrumiyoc (hatun rumiyuq: „mit dem großen Stein“) – Die Mauer des ehemaligen Palastes des Herrschers Inca Roca. Sie ist ein Beispiel für die Technik der fugenlosen Verblockung riesiger Steine. Der berühmteste Stein hat 12 Ecken.
- Sonnenheiligtum Coricancha (Qurikancha) – Im Sonnentempel der Inka befinden sich schräge Mauern mit trapezförmigen Nischen und ein 20-eckiger Stein.

### Museen

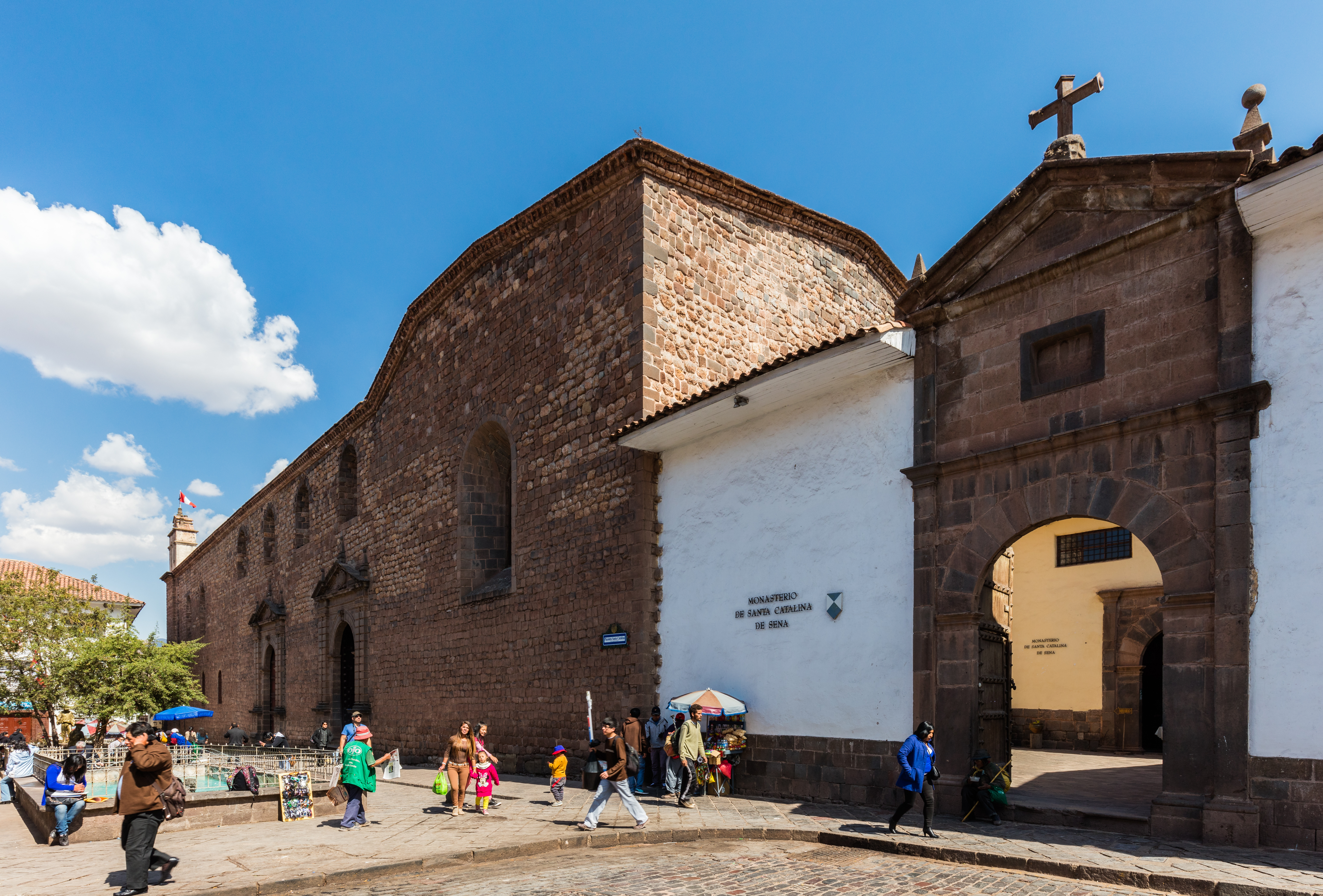
Das einstige Katharinenkloster in Cusco, heute ein Museum

- Museo Inka – Stoffe, Keramik, Schmuck und Gebrauchsgegenstände, sowie Mumien und trepanierte Schädel aus der Inkazeit werden hier ausgestellt.
- Museo Regional – Das Museum befindet sich im Inneren eines Palastes aus dem 17. Jahrhundert.
- Museo de Historia Regional – Präkolumbische Gegenstände und Keramik der Kulturen Chavín, Mochica, Chimú und Nazca werden hier gezeigt.
- Museo de Historia Natural – Eine Sammlung von Objekten aus dem regionalen Tier- und Vogelreich sind hier zu sehen.
- Museo Monasterio de Santa Catalina de Siena. Es zeigt die Kultur der Frauenklöster im kolonialen Cusco und die wirtschaftliche Autonomie und intellektuelle Selbstbestimmung der Nonnen in einer männerdominierten Gesellschaft.[10]
- Museo Machupicchu Casa Concha – Eine Sammlung von Objekten aus Machu Picchu
- Museo de Arte Contemporáneo de Cusco - Sammlung zeitgenössischer Kunst und Kunsthandwerk

### Sehenswürdigkeiten in der näheren Umgebung

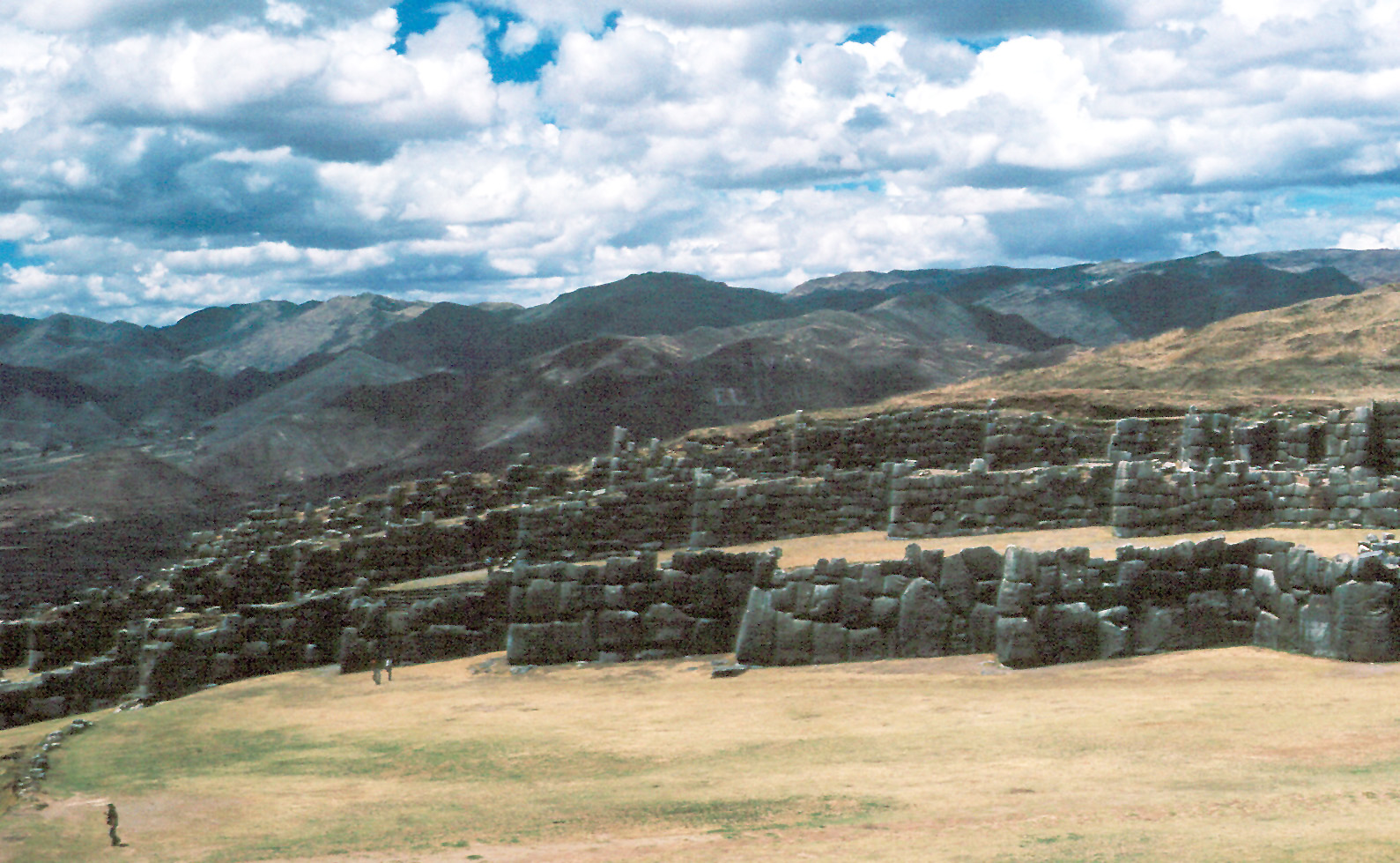
Inkafestung Sacsayhuaman

- Sacsayhuamán, Ruinenstätte drei Kilometer nördlich auf den Bergen über Cuzco.
- Tambomachay, Wasserheiligtum, in dem sich das Wasser in Kanälen über vier terrassenförmige Ebenen ergießt; 8 Kilometer nördlich.
- Puka Pukara, eine kleine Bergfestung mit Türmen, Behausungen und Treppen, bei Tambomachay.
- Qenko, ein Festplatz mit einem riesigen, zerklüfteten Kalkstein. Eine Spalte führt ins Innere des Felsens, wo vermutlich Tote mumifiziert wurden. Auf dem Gipfel ein Stein zur Beobachtung der Sonnenwende. Eine schlangenförmige Rinne soll bei religiösen Ritualen für Trank- und Blutopfer verwendet worden sein.
- Cristo Blanco, eine weiße Christusstatue auf dem Hügel neben Sacsayhuamán.

### Sehenswürdigkeiten in weiterer Umgebung

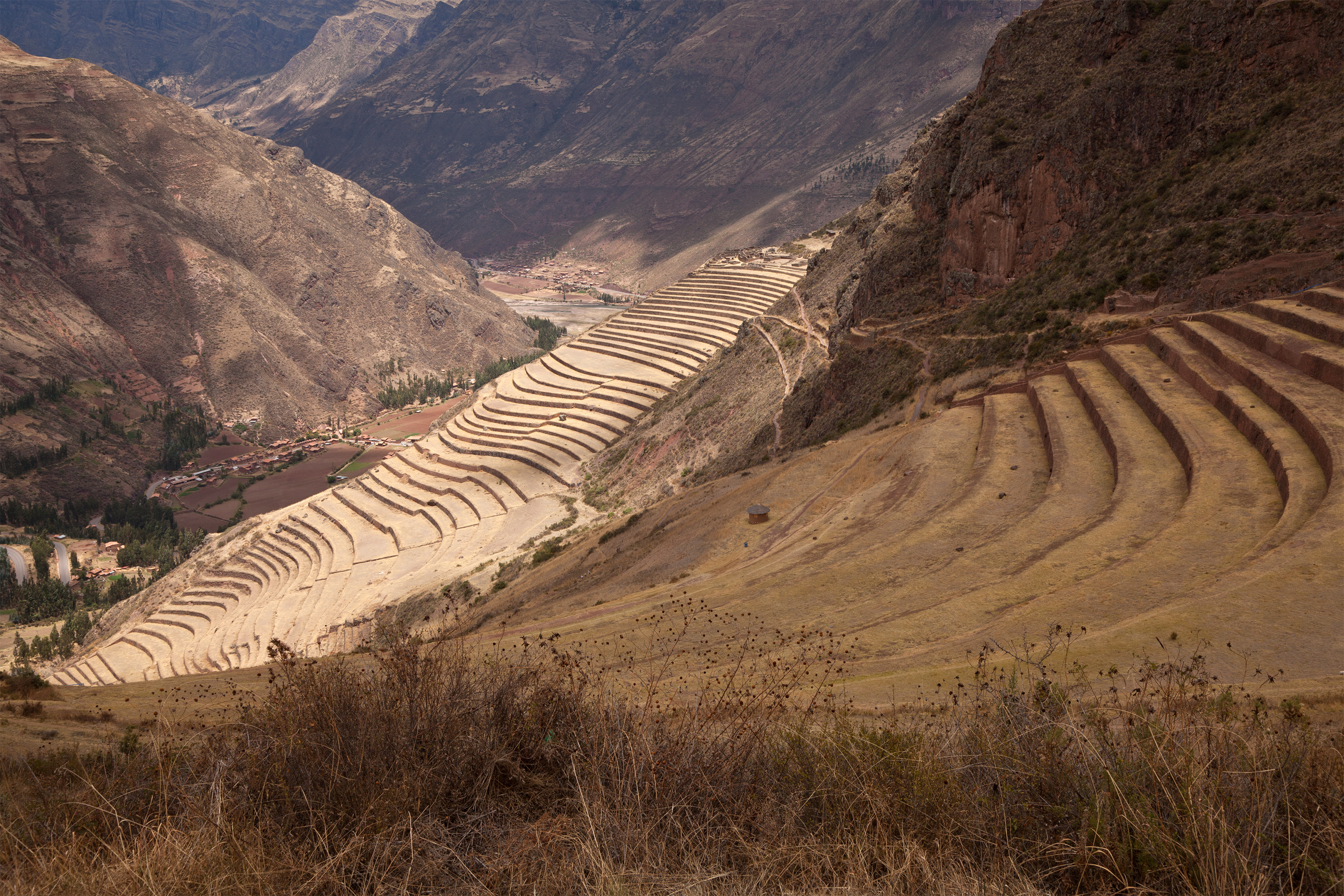
Inka-Terrassen bei Písac

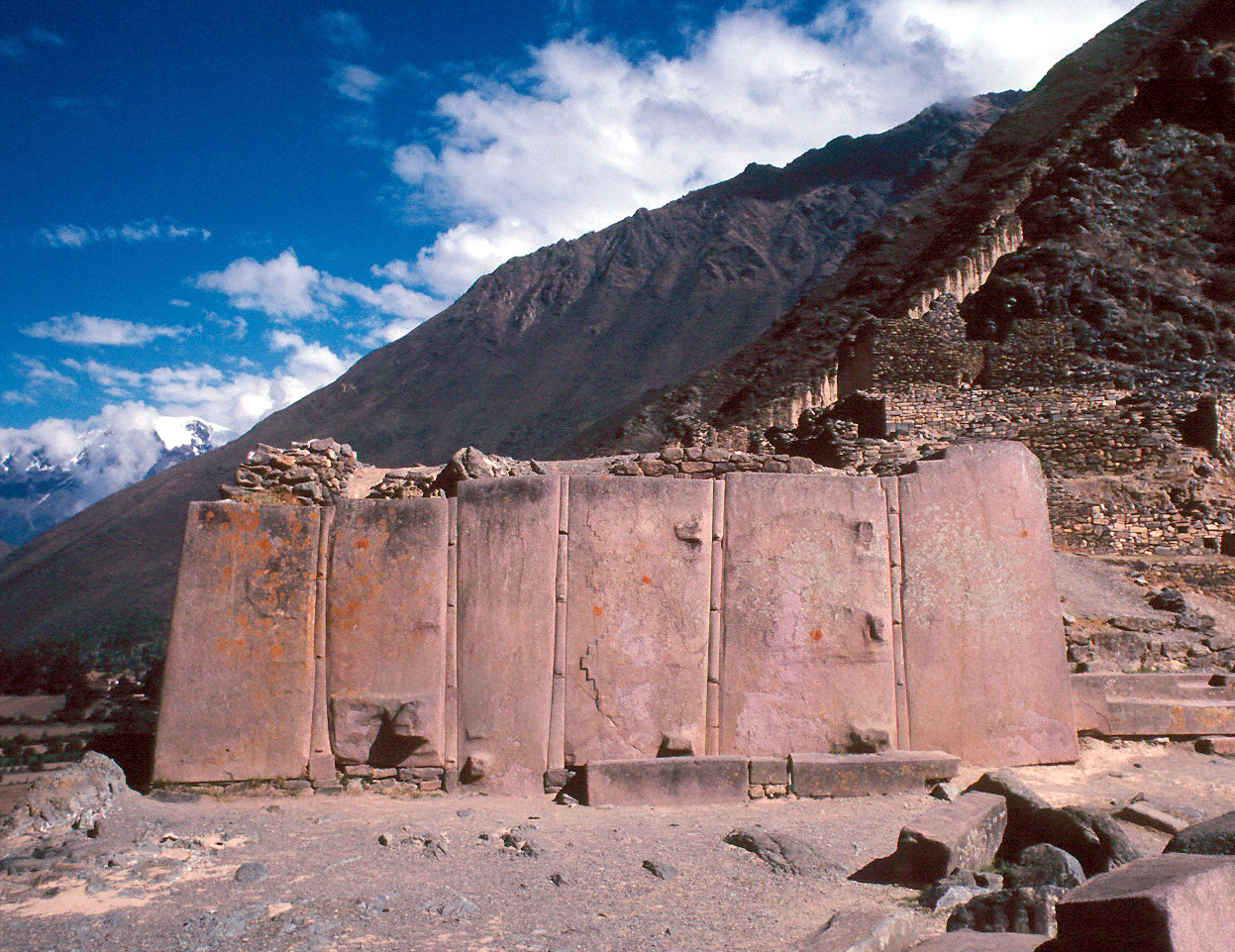
Ollantaytambo – Monolithen

- Chinchero – kleine Ortschaft im Hochplateau NW von Cusco. Kirche aus kolonialer Zeit gebaut auf Inkaruinen. Sonntags findet in Chinchero ein Indiomarkt statt.
- Tipón – Inkaruinen mit breiten Terrassen und funktionierenden Wasserkanälen im Osten der Stadt, nahe der Ortschaft Oropesa.
- Pikillaqta – Ruinen aus der Wari-Kultur, im Osten der Stadt Cusco auf einem vorgezogenen Hügelzug an enger Stelle des Urubambaflusses (nahe dem Zusammenfluss mit dem Río Sapphi) gelegen, welches als natürlicher Pass ein strategisch wichtiger Ort war.
- Valle Sagrado de los Incas (heilige Tal der Inkas) – fruchtbares Tal im Norden Cuscos, eine Gegend geprägt durch flache wenige Kilometer breite Schwemmgebiete zwischen steilen Felswänden, kleinere Ortschaften, Inkaruinen und umgeben von hohen Schneebergen. Besondere Sehenswürdigkeiten sind:
  - Urubamba – Hauptort der gleichnamigen Provinz. Der Fluss Urubamba bildet in diesem Talbereich das sogenannte Valle Sagrado.
  - Písac – Eine ehemalige Inkastadt etwa 30 km von Cuzco entfernt mit Befestigungsmauer, Toren und Bastionen, einem riesigen Friedhof, unzähligen Terrassen und einem 16 m langen unterirdischen Gang.

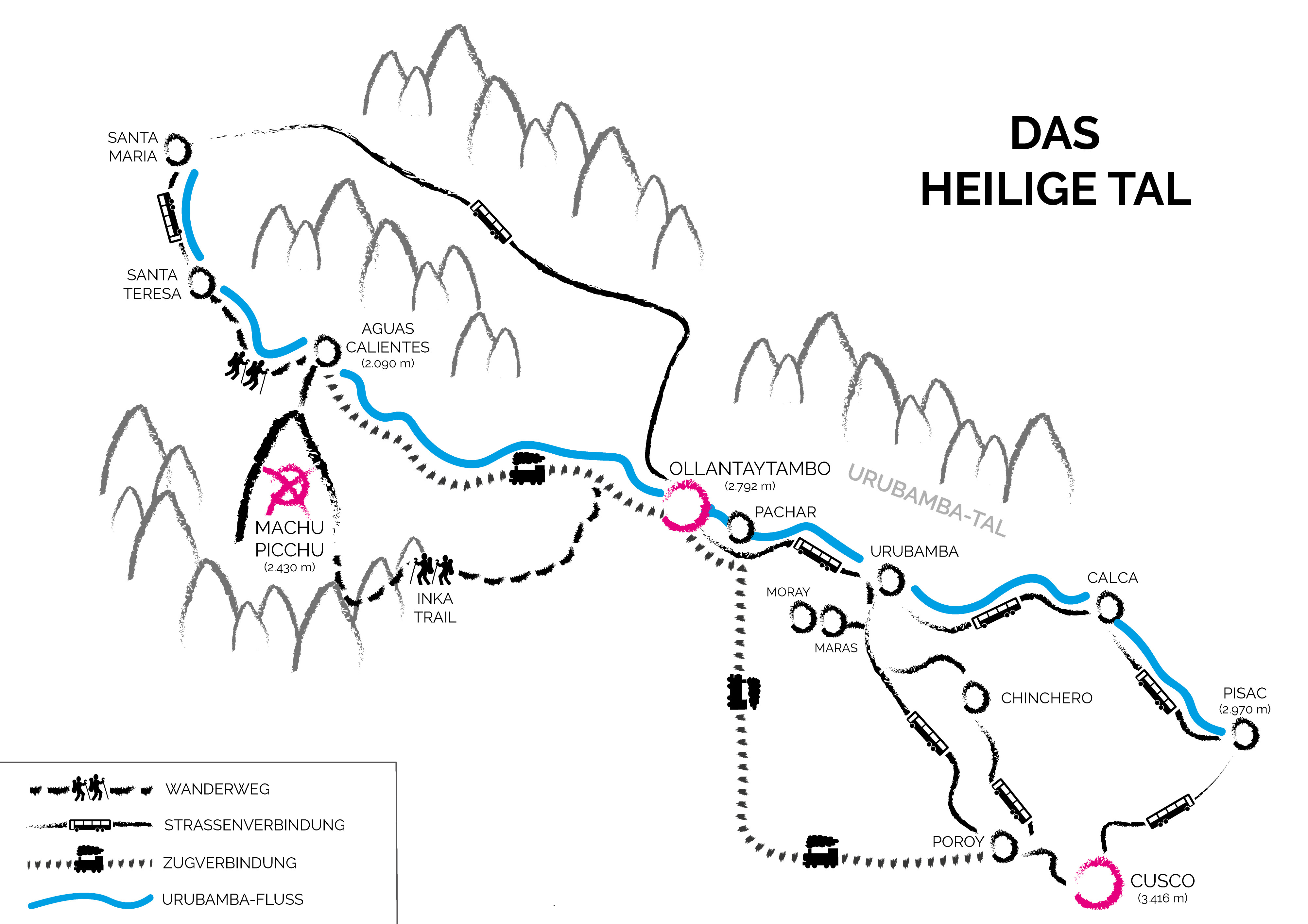
Die Ortschaften im Valle Sagrado entlang des Río Urubamba

  - Die Ortschaften im Valle Sagrado entlang des Río UrubambaOllantaytambo – Eine Festung mit großer religiöser Bedeutung etwa 70 km von Cuzco entfernt. Die Festung wurde bis zum Eintreffen der Spanier nicht fertiggestellt. Davon zeugen sechs riesige Monolithen aus rosafarbenem Rhyolith (siehe Sonnentempel (Ollantaytambo)), die bis zu 50 Tonnen wiegen.
- Machu Picchu – Die verborgene Stadt – Die am meisten besuchte Sehenswürdigkeit Perus.
- Kreise von Moray – großer kreisförmiger Agrar-Experimentkomplex der Inkas, wo unter anderem Samen aus dem Amazonasgebiet gefunden wurden.

## Modernes Cusco

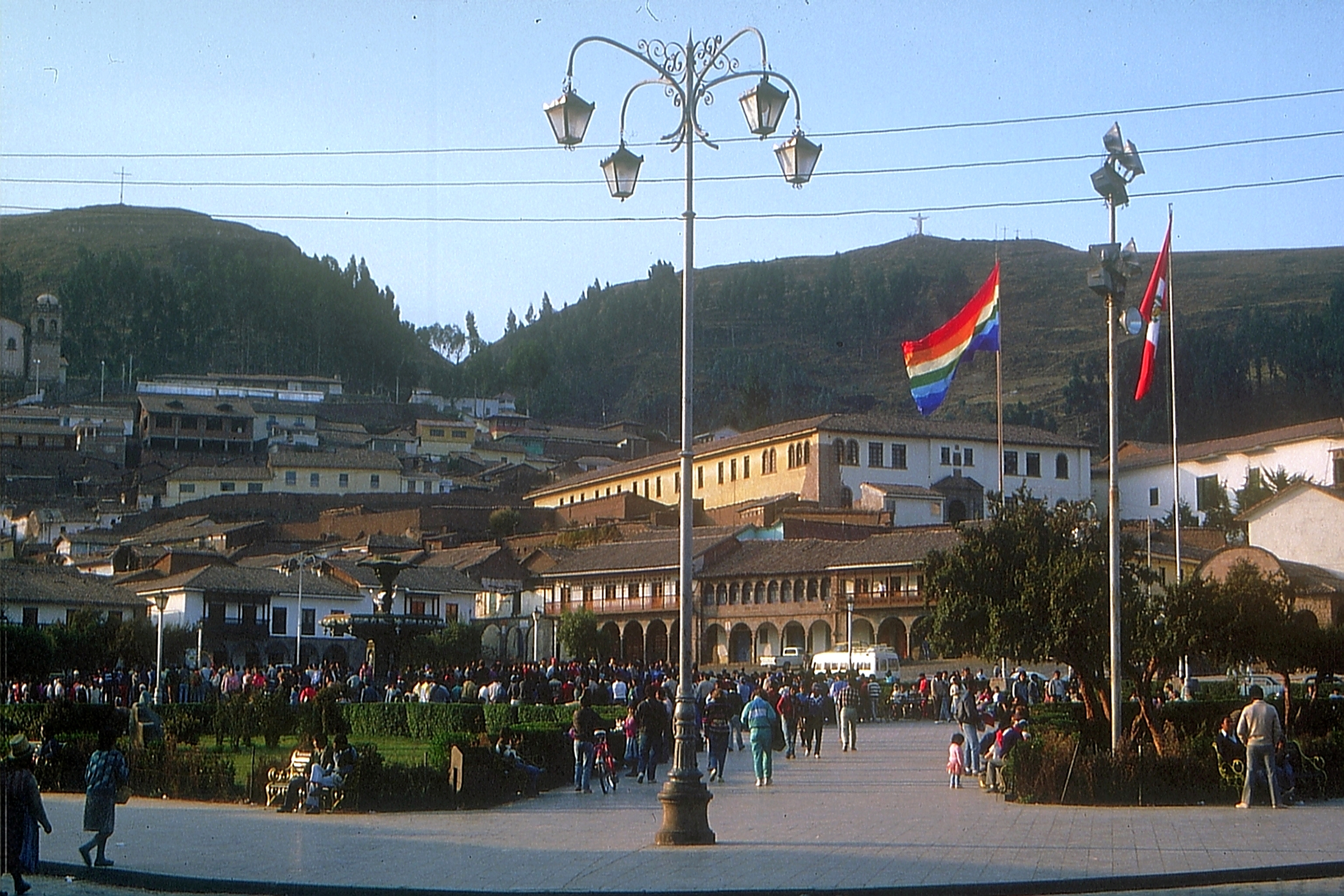
Lebendiges Cusco

Das moderne Cusco präsentiert sich gerne als eine Tourismus-Metropole. Tatsächlich ist der Tourismus die größte Einnahmequelle. Die Stadtverwaltung unternimmt gewaltige Anstrengungen, um dafür die notwendige Infrastruktur zu schaffen und die negativen Auswirkungen möglichst gering zu halten. So hat sich das architektonische Stadtzentrum in den letzten Jahrzehnten kaum verändert. Folkloristische Aufführungen und ursprüngliche Lebensart sind in vielen Veranstaltungen und Lokalen zu erleben.
Zur Sicherheit der Besucher wurde eine eigene Touristen-Polizei eingeführt, die auch nachts patrouilliert.

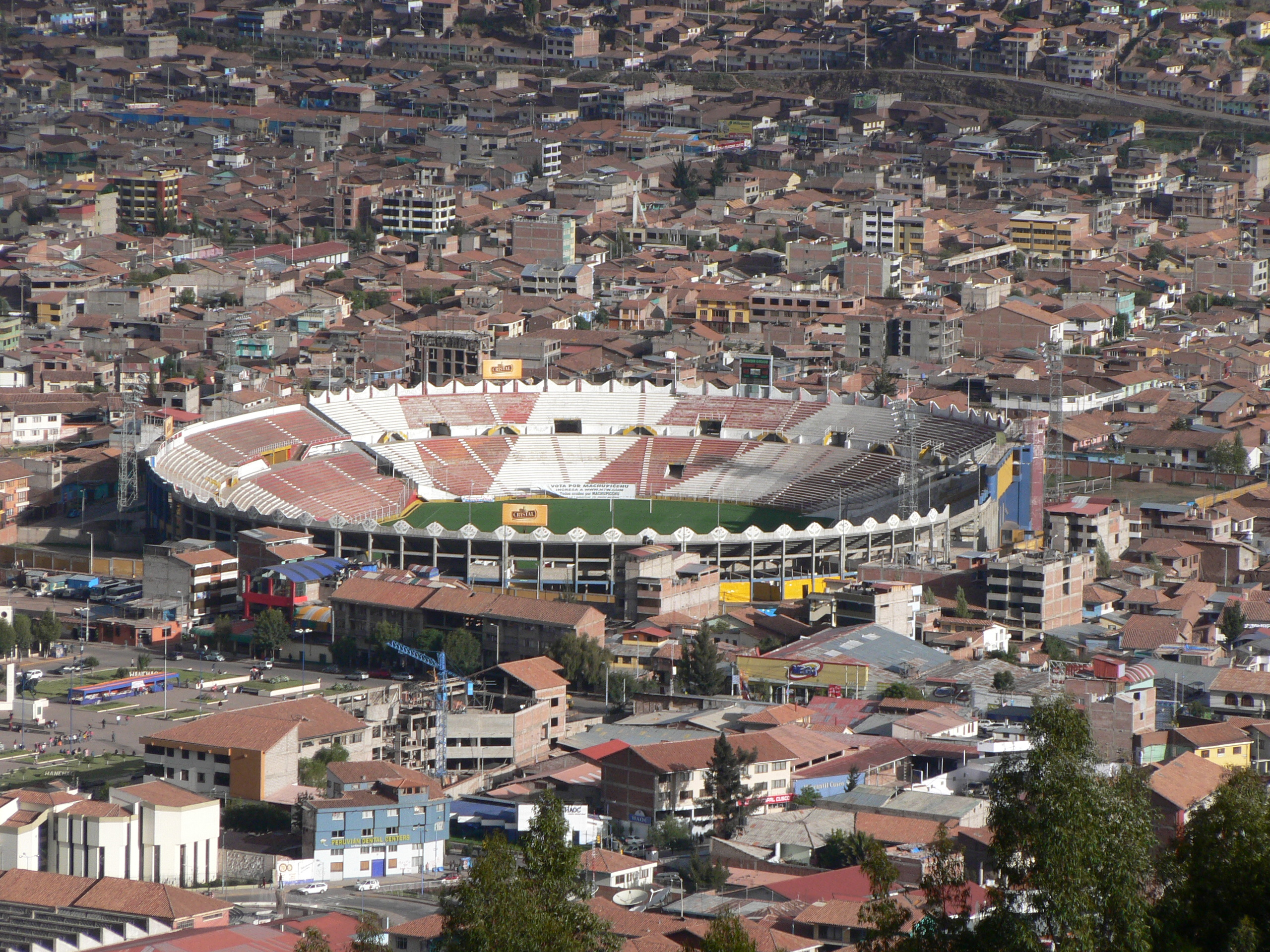
Estadio Inca Garcilaso de la Vega, Heimspielstätte von Cienciano

## Verkehr
Touristen erreichen Cusco über den Flughafen oder mit den zahlreichen Überlandbussen, die am Terminal Terrestre verkehren.
Eisenbahnanschluss hat die Stadt seit 1908. Es gibt zwei Bahnhöfe: Die
- die Estacion del Sur Wanchaq, in der die normalspurige Strecke Bahnstrecke Cusco–Puno endet, die über die anschließende Bahnstrecke Mollendo–Juliaca auch Verkehr bis zur Pazifikküste ermöglicht. Im Personenverkehr fahren hier allerdings nur noch touristische Angebote, etwa der Belmond Andean Explorer.
- die Estación San Pedro für die schmalspurige Bahnstrecke Cusco–Quillabamba, auf der unter anderem Machu Picchu erreicht werden kann. Nach dort bestehen täglich mehrere Verbindungen, die in erster Linie ebenfalls von Touristen genutzt werden.

## Sport und Kultur
Neben verschiedenen speziell tourismusbezogenen Kulturanlässen finden verschiedene Anlässe für die Bevölkerung statt: Nebst kirchlichen Feiertagen (Señor de los Temblores – Herr der Beben, Weihnachtsmarkt, Karneval, Ostern und Corpus Christi – Fronleichnam) auch musikalische (z. B. Festival de la Cerveza) und sportliche Anlässe. Der bekannteste Fußballclub der Stadt ist Cienciano del Cusco dessen größter Erfolg der Gewinn die Copa Sudamericana 2003 war. Seitdem spielt er regelmäßig in der Liga 1, höchsten peruanischen Spielklasse. Cusco besitzt Fußballstadien und ein geschlossenes Kolosseum für sportliche und kulturelle Anlässe.

## Bilder

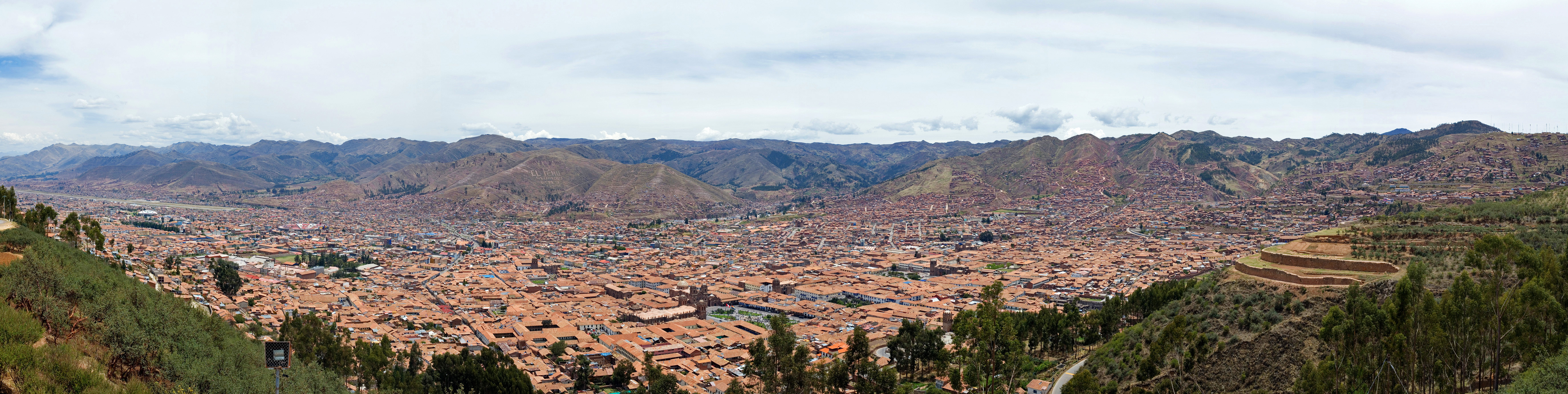
Blick auf Cusco

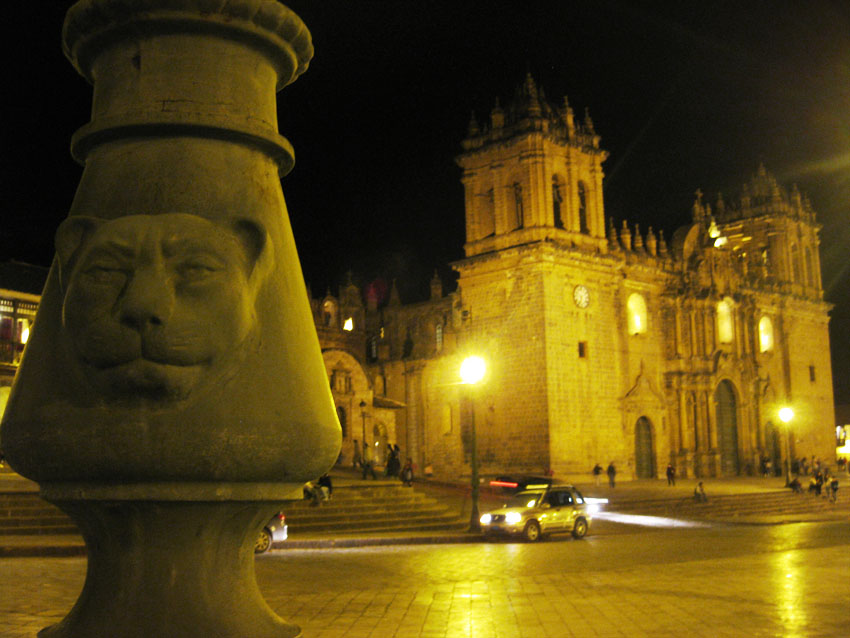
Dom bei Nacht, Plaza de Armas
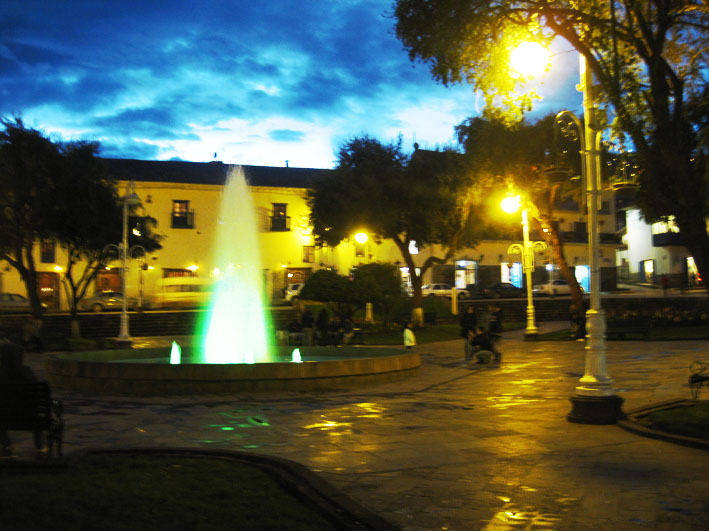
Nachtansicht von Plaza Regocijo
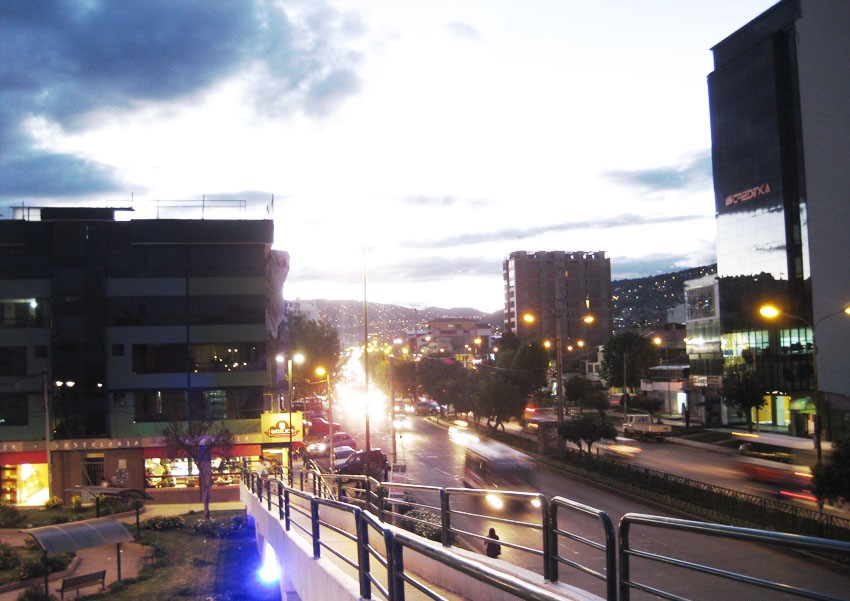
Das finanzielle Zentrum der Stadt, Av. de la Cultura

## Söhne und Töchter der Stadt
- Manco Cápac II. (≈1500–1544), Inka-Herrscher nach der Eroberung des Inkareichs und der Ermordung Atahualpas durch die spanischen Conquistadores
- Diego Quispe Tito (1611–≈1681), Maler der Quechua
- Faustino Espinoza Navarro (1905–2000), Schauspieler, Dichter und Dramatiker
- Ricardo Castro Pinto (1916–2011), Musiker, Komponist, Schauspieler, Tänzer und Sammler traditioneller Lieder
- Demetrio Túpac Yupanqui Martínez (1923–2018), Professor für Quechua, Übersetzer und Journalist
- Hugo Blanco Galdós (1934–2023), Gewerkschaftsführer und Politiker
- Valentín Paniagua Corazao (1936–2006), peruanischer Übergangspräsident von 2000 bis 2001
- Federico García Hurtado (1937–2020), Filmregisseur und Schriftsteller
- Daniel Estrada Pérez (1947–2003), Rechtsanwalt und Politiker
- Luis Nieto Degregori (* 1955), Philologe und Schriftsteller
- Odi Gonzales (* 1962), Dichter, der auf Spanisch und Cusco-Quechua schreibt
- Ciro Quispe López (* 1973), katholischer Geistlicher, Prälat von Juli
- Frédéric Perreten (* 1978), Schweizer Komponist peruanischer Herkunft
- Verónika Mendoza (* 1980), Psychologin, Lehrerin und Politikerin
- Jhon Cusi (* 1985), Langstreckenläufer
- Luis Henry Campos (* 1995), Geher

## Städtepartnerschaften
Cusco listet folgende 20 Partnerstädte auf:
| Stadt               | Land                | seit |
| ------------------- | ------------------- | ---- |
| Athen               | Griechenland        | 1991 |
| Baguio              | Philippinen         | 1984 |
| Bethlehem           | Palästina           | 1993 |
| Chartres            | Frankreich          | 1989 |
| Cuenca              | Ecuador             | 2000 |
| Havanna             | Kuba                | 1993 |
| Jersey City         | Vereinigte Staaten  | 1988 |
| Jerusalem           | Israel              | 1996 |
| Kaesong             | Nordkorea           | 1990 |
| Krakau              | Polen               | 1988 |
| Kyōto               | Japan               | 1987 |
| La Paz              | Bolivien            | 1984 |
| Mexiko-Stadt        | Mexiko              | 1987 |
| Moskau              | Russland            | 1993 |
| Potosí              | Bolivien            | 1998 |
| Rio de Janeiro      | Brasilien           | 2003 |
| Samarqand           | Usbekistan          | 1986 |
| Santa Barbara       | Vereinigte Staaten  | 1992 |
| Santa Rosa de Copán | Honduras            | 1996 |
| Xi’an               | Volksrepublik China | 1998 |

## Klimatabelle
|                       | Jan  | Feb  | Mär  | Apr  | Mai  | Jun  | Jul  | Aug  | Sep  | Okt  | Nov  | Dez  |   |      |
| Mittl. Tagesmax. (°C) | 18,8 | 18,8 | 19,1 | 19,7 | 19,7 | 19,4 | 19,2 | 19,9 | 20,1 | 20,9 | 20,6 | 20,8 | ⌀ | 19,8 |
| Mittl. Tagesmin. (°C) | 6,6  | 6,6  | 6,3  | 5,1  | 2,7  | 0,5  | 0,2  | 1,7  | 4,0  | 5,5  | 6,0  | 6,5  | ⌀ | 4,3  |
|                       |      |      |      |      |      |      |      |      |      |      |      |      |   |      |
| Niederschlag (mm)     | 160  | 133  | 108  | 44   | 9    | 2    | 4    | 8    | 22   | 47   | 79   | 120  | Σ | 736  |
|                       |      |      |      |      |      |      |      |      |      |      |      |      |   |      |
| Sonnenstunden (h/d)   | 4,6  | 4,3  | 5,5  | 7,0  | 7,7  | 7,6  | 8,3  | 7,6  | 6,5  | 6,4  | 6,5  | 5,1  | ⌀ | 6,4  |
|                       |      |      |      |      |      |      |      |      |      |      |      |      |   |      |
| Regentage (d)         | 19   | 15   | 13   | 9    | 2    | 1    | 1    | 2    | 5    | 9    | 13   | 16   | Σ | 105  |
|                       |      |      |      |      |      |      |      |      |      |      |      |      |   |      |
| Luftfeuchtigkeit (%)  | 66   | 67   | 66   | 63   | 59   | 55   | 54   | 54   | 56   | 56   | 58   | 62   | ⌀ | 59,6 |

| 6,6 |

| 6,6 |

| 6,3 |

| 5,1 |

| 2,7 |

| 0,5 |

| 0,2 |

| 1,7 |

| 4,0 |

| 5,5 |

| 6,0 |

| 6,5 |

| 6,6 |

| 6,6 |

| 6,3 |

| 5,1 |

| 2,7 |

| 0,5 |

| 0,2 |

| 1,7 |

| 4,0 |

| 5,5 |

| 6,0 |

| 6,5 |